# Aberdeen (Californie)
Pour les articles homonymes, voir Aberdeen (homonymie).
Aberdeen est une communauté non incorporée du comté d'Inyo, dans l'État de Californie. Elle est située à 20 km au nord-ouest d'Independence.

## Source
- (en) Cet article est partiellement ou en totalité issu de l’article de Wikipédia en anglais intitulé « Aberdeen, California » (voir la liste des auteurs).